# Łukasz Piotrowski
Łukasz Piotrowski (ur. ??? zm. 26 czerwca 1679 w Krakowie) – polski filolog.

## Życiorys
Urodził się na Podlasiu w rodzinie szlacheckiej Baltazara herbu Junosza, właściciela Wólki Piotrkowskiej koło Rajgrodu. W 1624 rozpoczął naukę w Uniwersytecie Krakowskim. W 1631 został bakałarzem i w następnym roku magistrem nauk wyzwolonych. Prowadził wykłady w klasie gramatyki oraz dialektyki w Szkołach Nowodworskich.
Wydał podręcznik do nauki łaciny w Krakowie w 1643 pt „Principia grammaticarum institutionum libri IV”, który był używany i wznawiany do czasów Komisji Edukacji Narodowej.
Od 1644 administrował dobrami Uniwersytetu Krakowskiego doprowadzając do uporządkowania spraw gospodarczych. Opracował i przedstawił w formie pisemnej program reform zarządzania majątkiem i przez kolejne trzydzieści trzy lata sprawował funkcję ekonoma-administratora dóbr uniwersyteckich.
W czasie najazdu szwedzkiego w 1655 został członkiem delegacji Uniwersytetu do generała Wurtza i brał udział w pertraktacjach dotyczących złożenia przysięgi. Był autorem tekstu przysięgi królowi szwedzkiemu, która jednocześnie nic nie uchybiała władzy króla polskiego. 
Bardzo mocno zaangażował się w odbudowę gospodarki uniwersyteckiej, po najeździe szwedzkim, przeznaczając na ten cel dochody własne jak i spadek po rodzicach. Przyczynił się do zakupienia przez Uniwersytet drukarni Piotrkowczyka.
Zmarł 26 czerwca 1679 w Krakowie i pochowany został w kościele św. Anny. Cenne zbiory biblioteki filologicznej przekazane zostały Kolegium Większemu Akademii Krakowskiej.